# Querelle (Roman)
Querelle (frz. Streit) ist ein Roman von Jean Genet, der 1947 unter dem französischen Originaltitel Querelle de Brest veröffentlicht wurde.

## Inhalt
Der windige Matrose Querelle ist eine apokalyptische Figur, der alle verfallen, denen sie begegnet. Im Netz von Sexualität, Sehnsüchten und menschlichen Phantasien gewinnt Querelle keinen fassbaren Halt. Als Georges Querelle gelangt der Protagonist mit seinem Schiff Vengeur nach Brest, besucht das Bordell Feria, das von Lysiane, der Geliebten von Querelles Bruder Robert, geleitet wird. Querelle ermordet Vic, der Komplize bei seinem Drogenschmuggel war. Durch Roger lernt er dessen Geliebten Gil kennen, der seinen Arbeitskollegen Theo ermordete und nun vor der Polizei auf der Flucht ist. Querelle und Gil verlieben sich; jedoch schiebt Querelle seinen Mord an Vic Gil in die Schuhe und liefert ihn der Polizei aus.
Erwähnenswert sind die Beziehungen Querelles zu Lysianes Mann Nono (Norbert), der Kneipier im Feria ist. Ebenso hat Querelle eine Beziehung zu Mario, einem Polizisten, und gegen Ende auch mit Leutnant Seblon, dem er als Bursche auf dem Schiff dient.

## Rezeption
Querelle wurde in die ZEIT-Bibliothek der 100 Bücher aufgenommen.

## Adaptionen
Unter dem Titel Querelle wurde der Roman 1982 von Rainer Werner Fassbinder verfilmt.

## Ausgaben
- Zuerst erschienen bei: L'Arbalète, Décines (Lyon), 1947. Danach in den Œuvres complètes, Band III, Gallimard, Paris, 1953.
- In Deutschland zuerst: Rowohlt, Hamburg 1955. (Übersetzer: Rolf Italiaander). In Deutschland erlebte der Roman eine Auflage von über 100.000 Exemplaren.

## Rezension
Der Rowohlt Verlag schreibt unter anderem über das Buch und den Autor: „Jean Genet spricht das Intimste und das Öffentlichste aus, die Verwandlungen der Grausamkeit in Entzücken und des Entzückens in Grausamkeit, die Riten der Mörder, Opfer und Henker, die miteinander identisch sind.“